# 鬼神
在中國傳統中，鬼神泛指超自然的存在，他們能夠影響人世。這個思想起源於多神論。

## 概論
中國上古時期，鬼，指已經過世的人，是在世者的祖先；而神，可分為天神與地祇，是控制天地山川社稷的神靈。人類無法直接看到鬼神，需要透過巫覡作為中介，以卜筮來了解他們的意旨。對鬼神進行祭祀，可以獲得他們的保祐，使人得到安康。

## 记载
唐代·戴孚《广异记》〈华岳神女〉婚家以其一往，辄数日不还，使人候之，见某恒入废宅，恐为鬼神所魅，他日，饮之致醉，乃命术士书符，施衣服中及其形体，皆遍。